# إدمير لوكاس
إدمير لوكاس مواليد 15 يوليو 1993 في لواندا، هو لاعب كرة سلة أنغولي. يلعب في دوري كرة السلة البريطاني في مركز مدافع مسدد الهدف.
```
يحمل الرقم 6.
```

## روابط خارجية
- إدمير لوكاس على موقع كرة السلة الأوروبية.كوم (الإنجليزية)
- إدمير لوكاس على موقع ريلجم (الإنجليزية)
- إدمير لوكاس على موقع بروبوليرز (الإنجليزية)